# 12"/40 морська гармата
12"/ 40 морська гармата — 305-мм гармата Обухівського заводу, прийнята на озброєння Російського імператорського флоту в 1895 році. Перша російська гармата такого калібру, спроєктована для використання зарядів бездимного пороху. Встановлювалася на ескадрених броненосцях. Нею були озброєні такі кораблі: «Три святителя», «Сисой Великий», «Ретвізан», «Цесаревич», «Князь Потьомкін-Таврійський», а також броненосці типів «Полтава» (3 одиниці), «Бородіно» (5 одиниць), «Євстафій» (2 одиниці), «Андрій Первозваний» (2 одиниці). Гармата використовувалася під час Російсько-японської таПершої світової воєн. Крім того, в 1930-х роках кілька 12"/ 40 морських гармат було встановлено на залізничні транспортери ТМ-2-12, спроєктовані ЦКБС-3 і побудовані на заводі ім. Марті в м. Миколаєві.

## Проєктування і виробництво
Проєктування гармати було розпочато Обухівським заводом у жовтні 1891 року. Випробування першої виготовленої гармати пройшли в березні 1895 року. Виробництво гармат велося на Обухівському заводі в 1895-1906 роках, всього було вироблено 68 одиниць. З початком Першої світової війни Обухівський завод отримав замовлення на відновлення виробництва 12"/ 40 гармат для заміни зношених в ході бойових дій. У 1915-1916 роках завод виробив 20 гармат, крім того, ще 11 гармат було виготовлено за російським замовленням у Великій Британії.

## Конструкція 12"/40 морської гармати

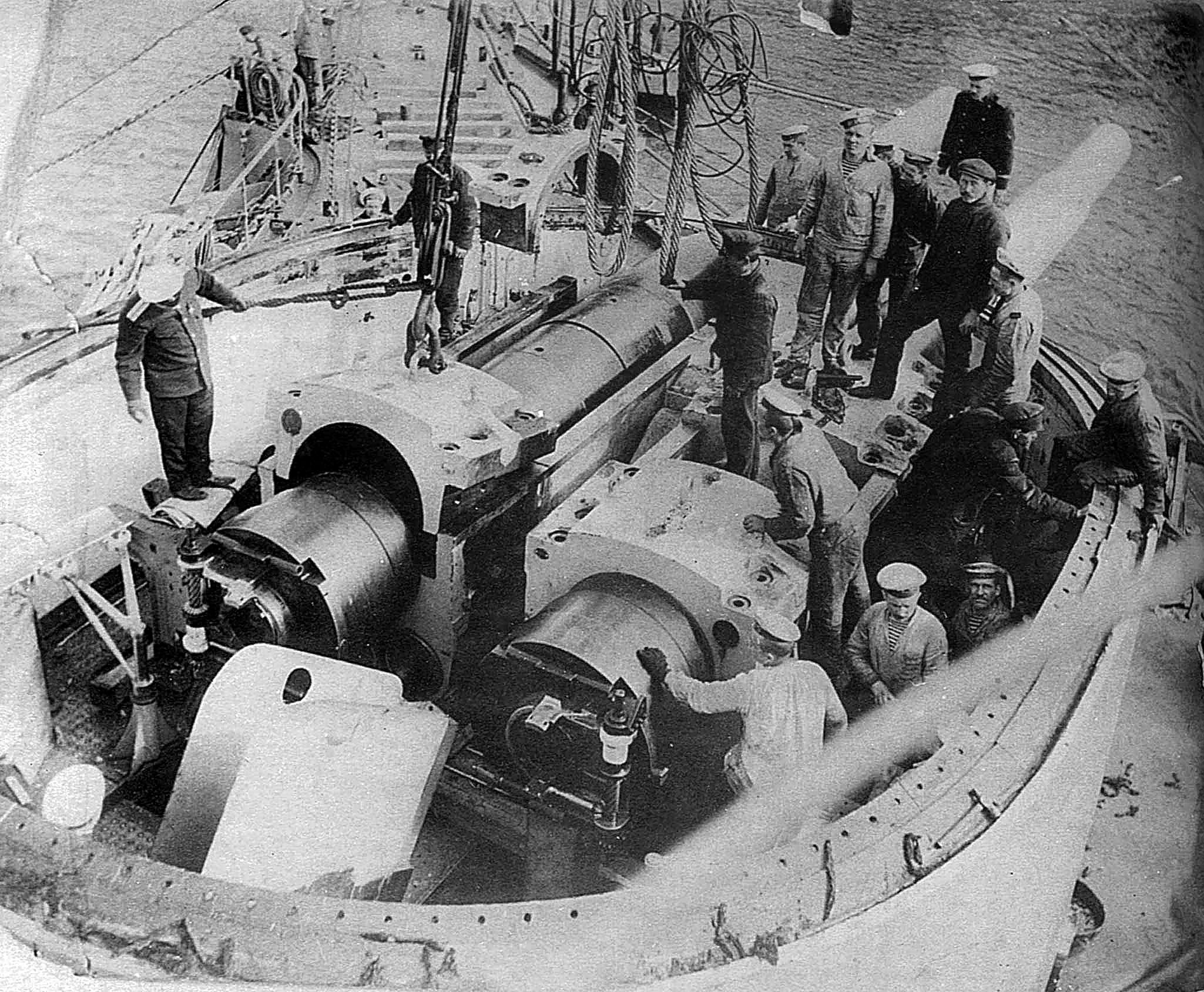
12"/40 гармати на панцернику «Цесаревич».

У російському флоті 12"/ 40 гармата стала першою гарматою калібру 305 мм з поршневим затвором, яка не мала цапф і спроєктована під заряди бездимного пороху. Замість цапф були кільцеподібні виступи, за допомогою яких гармата з'єднувалася з салазками установки. Ствол гармати мав скріплену конструкцію. Вона складалася з трьох рядів циліндрів і кілець. На скріплений ствол надягався кожух, в який угвинчувався казенник. Нарізи ствола були змішаної системи. Спочатку постійної крутизни, потім прогресивної, в кінці нарізної частини ствола знову постійної.
Поршневий затвор керувався за допомогою замкової рукояті. Для повного відкривання/закривання затвора потрібно 27 оборотів руків'я. При обертанні рукоятки вручну на це йшло 20 секунд. На практиці ця операція вимагала 30 секунд. При випробуваннях броненосця «Ретвізан» було встановлено, що гармату неможливо зарядити швидше, ніж за 66 секунд. Після російсько-японської війни був встановлений електропривод обертання руків'я затвора, що скоротило час відкривання/закривання до 6 секунд.

## Боєприпаси 12"/40 морської гармати
У 1892 році фахівці Морського технічного комітету під впливом досвіду французького флоту прийшли до думки про необхідність прийняття на озброєння морської артилерії полегшених снарядів. Вважалося, що це дозволить збільшити початкову швидкість снарядів і підвищить купчастість і бронепробиття на коротких і середніх дистанціях стрільби, на яких і передбачалося вести бої. Крім того, розраховували знизити вагу артилерійського озброєння кораблів і досягти фінансової економії. В результаті вага 12" снарядів була знижена з 455 кг до 331,7 кг. Як показав досвід Російсько-японської війни, це рішення було вкрай невдалим і помітно знижувало вогневу міць російських панцерників. Крім того, ще одним недоліком російських полегшених снарядів був дуже низький коефіцієнт змісту ВР, помітно менший, ніж у снарядів, що використовувалися японським флотом.
| Бронебійний зразка 1895 р. | 331,7 | 331,7 | 2,65 | 5,3   | 1,6  | 792   | 14 640/15,9         |
| Фугасний зразка 1895 р.    | 331,7 | 331,7 | 2,8  | 12,4  | 3,75 | 792   | 14 640/15,9         |
| Бронебійний зразка 1907 р. | 331,7 | 331,7 | 2,72 | 6,0   | 1,8  | 792   | 23 997/50           |
| Фугасний зразка 1907 р.    | 331,7 | 331,7 | 3,16 | 28,2  | 8,5  | 792   | 23 997/50           |
| Бронебійний зразка 1911 р. | 470,9 | 470,9 | 3,9  | 12,84 | 2,73 | 700   | 15 546/15 25 880/45 |
| Фугасний зразка 1911 р.    | 470,9 | 470,9 | 5,0  | 61,5  | 13,1 | 700   | 15 546/15 25 880/45 |
| Фугасний зразка 1928 р.    | 314   | 314   | 5,0  | 55,2  | 17,6 | 823,5 | 29 264/40           |